# Otaared Planitia
L'Otaared Planitia è una struttura geologica della superficie di Mercurio.
Deve il suo nome alla pronuncia araba del pianeta (عطارد - ootared).